# Język staropolski
Język staropolski – etap rozwoju języka polskiego w tzw. dobie staropolskiej, którą umownie wyznacza się między rokiem 1136 (lub X wiekiem) a przełomem XV i XVI wieku. W początkach doby staropolskiej pojawiły się pierwsze różnice między poszczególnymi językami zachodniosłowiańskimi, zwłaszcza między grupami: czesko-słowacką a lechicką (język polski, języki pomorskie (w tym kaszubski), język połabski).

## Periodyzacja
Dzieje języka polskiego można dzielić na okresy ze względu na dwa kryteria:
- filologiczne – decyduje fakt występowania pisanych zabytków polszczyzny; w takim ujęciu końcem epoki polszczyzny przedpiśmiennej i początkiem języka staropolskiego jest rok 1136, czyli prawdopodobna data sporządzenia Bulli gnieźnieńskiej, którą można potraktować jako pierwszy filologiczny zabytek polszczyzny[3];
- historycznojęzykowe – decyduje wewnętrzny rozwój języka oraz jego uwarunkowania zewnętrzne (społeczne, polityczne, kulturalne, ekonomiczne); w takim ujęciu początek języka staropolskiego wyznaczają początki polskiej państwowości w X wieku[4]

Za koniec doby staropolskiej przyjmuje się przełom XV i XVI wieku (przełom średniowiecza i renesansu), kiedy to zbiegły się zmiany w systemie językowym (m.in. zanik iloczasu) oraz zmiany społeczne i kulturalne.
Należy odróżniać też pojęcia język staropolski oraz literatura staropolska. Okres staropolski literatury obejmuje dłuższy czas – od X w. do połowy XVIII w. (czyli nie tylko literaturę średniowieczną, ale także renesansową i barokową).

## Dialekty staropolskie i powstanie języka literackiego
Przed utworzeniem się języka ogólnego plemiona zamieszkujące ziemie dzisiejszej Polski mówiły bardzo podobnymi, ale jednak niejednolitymi narzeczami. Dopiero po utworzeniu się państwa polskiego począł rozwijać się język ogólny, ponaddzielnicowy. Poniżej omówione zostaną najważniejsze cechy różnicujące dawne staropolskie dialekty oraz ich ostateczny stosunek do języka literackiego. Szczegółowa interpretacja tych zjawisk dla dyskusji o pochodzeniu polskiego języka literackiego zostanie tu pominięta. Nierzadko utrudniają ją niejasności w chronologii.
1. Mazurzenie. Zjawisko polegające na zrównaniu się szeregu zadziąsłowego /ʂ, ʐ, t͡ʂ, d͡ʐ/ z szeregiem zębowym /s, z, t͡s, d͡z/ – a więc wymowa typu syja, zyto, cekać, jezdzę – z tym że /ʐ/ przechodzi w /z/ jedynie gdy pochodzi ze staropolskiego /ʒ/ (zapisywanego ⟨ż⟩), nie zaś ze staropolskiego /rʲ/ (zapisywanego ⟨rz⟩) – a zatem słowa rzeka, przez wymawiane są bez zmian. Mazurzenie jest współcześnie szeroko spotykane w polskich gwarach – mazurzy Mazowsze, większość Małopolski i duża część Śląska. Nie mazurzy Wielkopolska, południowy zachód Śląska oraz pogranicze wschodnie. Stosunek mazurzenia do powstania i rozwoju języka literackiego, w którym go brak, zależy od przyjmowanej chronologii i jest w tej dyskusji ważnym punktem spornym[8][9].
2. Wymowa samogłosek nosowych. Niektórzy uznają rozsunięcie rezonansu nosowego przy wymowie samogłosek nosowych (czyli np. [zɔ̃mp] ząb, [skrɛ̃nt] skręt), zamiast wymowy czysto samogłoskowej ([zɔ̃p] ząb, [skrɛ̃t] skręt) za cechę wielkopolską[10], natomiast inni uznają, że na podstawie średniowiecznej pisowni nie da się dokładnie określić wymowy samogłosek nosowych, a wymowa rozsunięta równie dobrze mogła powstać w wielu miejscach niezależnie[11].
3. Przejście wygłosowego -ch w -k. W sporej części Małopolski spotyka się wymowę grok, na tyk nogak, robiłek zamiast groch, na tych nogach, robiłech. Mimo że w piśmie zmiana ta jest poświadczona dopiero na początku XV wieku, to jej szeroki zasięg i zgodność z izofoną mazurzenia może wskazywać na jej dawność, a jeśli tak jest to język literacki przyjąłby w tym wypadku wymowę wielkopolską, a odrzucił małopolską[12][9].
4. Przejście nagłosowego chw- w f-. Zmiana ta zachodzi w Małopolsce i na Mazowszu. Język literacki poszedł tu za wymową wielkopolską[13][14][9].
5. Rozwój grup *sŕ, *zŕ. Do połowy XV wieku dla wszystkich narzeczy jednolity jest ich rozwój na śrz-, źrz-, np. śrzoda, źrzódło, natomiast potem w Małopolsce i na Mazowszu ulegają rozpodobnieniu na śr-, źr-. Język ogólnopolski pozostał przy dawnych śrz-, źrz- (aż do XIX wieku, kiedy to wpływ tym razem Warszawy wprowadził wymowę typu środa, źródło)[15][16][9].
6. Rozwiązanie oboczności -ew-||-ow-. Początkowo w tej grupie obocznej zmieniała się samogłoska w zależności od miękkości lub twardości poprzedzającej spółgłoski, np. Abramowi, synowie, Częstochowa po twardych, ale mężewie, krolewać, Warszewa po miękkich. Stosunkowo wcześnie pojawiają się tendencje do uogólnienia jednej tylko formy do wszystkich pozycji. Śląsk powszechnie uogólnia -ow- we wszystkich pozycjach w XIII wieku, Małopolska zaś w XIV wieku. W północnej Polsce, to jest w Wielkopolsce i na Mazowszu, jest tendencja odwrotna, bo tam rozpowszechnia się -ew-. Ostatecznie do języka literackiego trafiło uogólnione -ow-[17][14][9].
7. Wyrównanie morfologiczne wyrazów z e ruchomym. W północnych narzeczach, mianowicie na północnym wschodzie Wielkopolski (czyli bez okolic Gniezna i Poznania), na Kujawach i na północnym Mazowszu usunięto e ruchome z niektórych wyrazów przez analogię do form przypadków zależnych, np. domk, work, kupc zamiast domek, worek, kupiec. Ta cecha nie weszła do języka ogólnego, gdzie panują pierwotne formy z e ruchomym[18].
8. Przejście nagłosowego ra-, ja- w re-, je-. Począwszy od XII i XIII wieku zmiana ta ogarnia od północy Wielkopolskę, Mazowsze i północ Małopolski, nigdy jednak nie została konsekwentnie przeprowadzona. Zmiana ta również ominęła język literacki, który trzyma się pierwotnych form[19][9].
9. Ściągnięcie czasowników typu stojać, bojać się (stojał, bojał się) w stāć, bāć się (stāł, bāł się). Północ Polski ma archaiczne formy nieściągnięte, podczas gdy na południu panują formy ściągnięte. W XV wieku oba warianty współistnieją, ale ostatecznie zwyciężają południowopolskie stāć, bāć się[20][14][9].
10. Pewne różnice leksykalne[21][14]:

- Spójnik eż(e) || iż(e) („że”). Ten pierwszy występuje w Małopolsce i Mazowszu, ten drugi w Wielkopolsce. Tak jest w wieku XIV, w następnym wielkopolskie iż(e) wypiera swojego konkurenta najpierw w Małopolsce, potem na Mazowszu.
- Czasowniki dzierżeć (dzirżeć) i trzymać. Z tych dwu synonimów pierwszy dawniej obejmował Małopolskę, a drugi Wielkopolskę. Od XV wieku trzymać zaczyna szerzyć się również w Małopolsce i ostatecznie wypiera miejscowe słowo.
- Mazowieckie, względnie wielkopolskie sietem (sietm) jest zastępowane przez siedem (siedm).
- Północnopolskie analogiczne bierzę jest zastępowane przez małopolskie biorę.

Zwrócono uwagę, że przy wyborze właściwości, które stanowić miały normę formującego się języka literackiego, bardzo często dobierano te, które były zgodne ze stanem czeskim. W stołecznym Krakowie wieku XV i XVI wpływy czeskie były silne. Lepiej od polszczyzny rozwinięty literacki język czeski mógł więc pełnić rolę „arbitra” w decyzjach, które z cech różniących polskie narzecza uznać za lepsze i tym samym odpowiada za to, które z nich weszły do języka literackiego.

## Pisownia
Trudnością dla średniowiecznych skrybów usiłujących skodyfikować ortografię dla języka staropolskiego było nieprzystosowanie alfabetu łacińskiego do niektórych cech ówczesnej fonologii, takich jak iloczas i nosowość samogłosek, lub miękkość spółgłosek. Z tego powodu w dobie staropolskiej nie było jednakowej pisowni. Polskie glosy w tekstach łacińskich mają zlatynizowane formy i nie oddają wielu różnic między fonemami. Mimo to już wtedy pisownia niektórych nazw własnych zdołała się ustalić.
Pisownia w dłuższych zabytkach staropolszczyzny, na przykład w Kazaniach świętokrzyskich albo w Psałterzu floriańskim, jest już bardziej rozwinięta. Ich pisarze starali się na rozmaite sposoby rozwiązać wspomniane problemy, przez co w każdym dziele stosowane są inne konwencje ortograficzne. Powszechne było użycie dwuznaków dla głosek nieobecnych w języku łacińskim, literę ø lub ɸ wprowadzono do zapisu nosówek, a podstawowych znaków łacińskich używano konsekwentnie do zapisu konkretnych dźwięków. Mimo to pewne cechy rozróżniające fonemy, między innymi iloczas samogłosek, zaznaczano rzadko.

### Parkoszowic
Około roku 1440, Jakub Parkoszowic, profesor na Uniwersytecie Jagiellońskim, jako pierwszy podjął próbę standaryzacji ortografii polskiej. Napisał po łacinie traktat o zasadach pisowni polskiej, do którego – jako przykład ich użycia – dołączył krótki wiersz po polsku Obiecado. W traktacie zaproponowane są następujące reguły: 
- wprowadzenie zmiany kształtu liter do oznaczenia twardości spółgłoski, a pozostawienie zwykłych liter dla spółgłosek miękkich
- podwajanie liter dla oznaczania samogłosek długich, na przykład: ⟨aa⟩ – /aː/ (ale tylko gdy długość decydowała o znaczeniu słowa[29]),
- użycie litery ⟨ø⟩ do zapisu krótkiej samogłoski nosowej (⟨øø⟩ dla długiej),
- użycie litery ⟨g⟩ do zapisu /j/, natomiast dla /ɡ/ – litery ⟨q⟩
- wykorzystanie dwuznaków oraz trójznaków do rozróżnienia rozmaitych przedniojęzykowych spółgłosek szczelinowych i zwarto-szczelinowych,

i inne.
Propozycja Parkoszowica się nie przyjęła. Zasady przedstawione w jego pracy okazały się niewygodne i niepraktyczne, w zbyt dużym stopniu odbiegały też od powszechnie już używanych zapisów. Mimo wszystko jego traktat jest bardzo ważnym dokumentem dla historii języka – był pierwszą w dziejach pracą naukową poświęconą polszczyźnie. Szczególnie ważna jest zawarta w nim wiedza o ówczesnej polskiej fonologii.

## Fonologia
Przez wieki w wymowie staropolskiej zaszło wiele zmian.

### Spółgłoski
Wczesny konsonantyzm staropolski składał się z następujących fonemów. Ponieważ nie można ściśle określić dawnej wymowy, podana transkrypcja jest prawdopodobnym przybliżeniem.
|                     | Wargowe | Wargowe | Przedniojęzykowe | Przedniojęzykowe | Zadziąsłowe | Średnio- językowe | Miękko- podniebienne |
| twarde              | miękkie | twarde  | miękkie          | miękkie          | miękkie     | twarde            |                      |
| ------------------- | ------- | ------- | ---------------- | ---------------- | ----------- | ----------------- | -------------------- |
| Nosowe              | m       | mʲ      | n                |                  |             | ɲ                 |                      |
| Zwarte              | p b     | pʲ bʲ   | t d              | tʲ dʲ            |             |                   | k ɡ                  |
| Zwarto- szczelinowe |         |         |                  | t͡sʲ d͡zʲ          | t͡ʃ (d͡ʒ)     |                   |                      |
| Szczelinowe         | (f) v   | (fʲ) vʲ | s z              | sʲ zʲ            | ʃ ʒ         |                   | x                    |
| Aproksymantyczne    |         |         | ɫ                | lʲ               |             | j                 |                      |
| Drżące              |         |         | r                | rʲ               |             |                   |                      |

Spółgłoska [d͡ʒ] występowała tylko w połączeniu [ʒd͡ʒ], przez co jej status jako osobnego fonemu jest niepewny.
Najwięcej przemian spółgłoskowych dotyczyło miękkich spółgłosek przedniojęzykowych. Spośród nich u /tʲ/, /dʲ/, /sʲ/ oraz /zʲ/ miękkość wzmocniła się i stały się dziąsłowo-podniebienne, a pierwsze dwie z nich przeszły w dodatku ze zwartych na zwarto-szczelinowe. W rezultacie nabrały takiej samej artykulacji co ich współczesne odpowiedniki: /t͡ɕ/, /d͡ʑ/, /ɕ/ oraz /ʑ/. Ta zmiana zaszła bardzo wcześnie, po pisowni jej początki można datować na XIII wiek.
Około wieku XIII i XIV fonem /rʲ/ nabrał w swojej wymowie dużej frykcji, przez co upodobnił się do współczesnego czeskiego /r̝/ – spółgłoski drżącej dziąsłowej podniesionej, u której występuje zarówno drganie języka, jak i artykulacja szczelinowa (ale najprawdopodobniej wciąż była miękka: /r̝ʲ/).
Język prasłowiański nie znał dźwięku /f/. W wiekach XII i XIII w Małopolsce i Mazowszu nagłosowe zbitki /xv/ i /xvʲ/ zostały uproszczone do /f/ i /fʲ/ (np. chwatać > fatać, chwała > fała, chwila > fila). To powiększyło zbiór ich spółgłosek o dwa fonemy. Zmiana ta nie weszła do języka literackiego i ostatecznie również w tamtych dialektach została cofnięta. Jednak zanim do tego doszło to już w XIV–XV wieku te dwa dźwięku dobrze się przyjęły w pożyczkach (wcześniej obce [f] zastępowano /b/ lub /p/). Być może jednym z najwcześniejszych słów z niezmienionym /f, fʲ/ jest słowo ofiara, wzięte z czeskiego ofěra, skoro zaszła w nim jeszcze przedpiśmienna zmiana ě>a przed twardą spółgłoską (przegłos polski). Jeszcze później /f/ pojawiło się też w słowach rodzimych z uproszczenia grupy /pv/ (głównie w słowie upwać > ufać i pochodnych).
Przy samym końcu doby staropolskiej (XV–XVI wiek, czyli właściwie w trakcie przejścia w okres średniopolski) doszło przed ustnymi samogłoskami przednimi do palatalizacji tylnych spółgłosek /k/ i /ɡ/ do odpowiednio [kʲ] i [ɡʲ]. Ową zmianę zwykło się nazywać „czwartą palatalizacją słowiańską”. W późniejszym czasie napływ zapożyczeń w których przed przednimi samogłoskami stały twarde spółgłoski tylnojęzykowe, jak również odnosowienie wygłosowego /ɛ̃/ doprowadziło do fonemizacji tego rozróżnienia. Zaznaczyć należy, że zmiękczeniu nie uległa spółgłoska szczelinowa /x/, nie uległy mu też spółgłoski tylnojęzykowe przed przednią nosówką /æ̃~ɛ̃/. Ta nowa palatalizacja nie wszędzie w Polsce przebiegła w sposób tu opisany, w szczególności na Mazowszu.
Po tych procesach system spółgłoskowy języka staropolskiego przedstawiał się następująco:
|                     | Wargowe | Wargowe | Przedniojęzykowe | Przedniojęzykowe | Zadziąsłowe | Średnio- językowe | Miękko- podniebienne | Miękko- podniebienne |
| twarde              | miękkie | twarde  | miękkie          | miękkie          | miękkie     | miękkie           | twarde               |                      |
| ------------------- | ------- | ------- | ---------------- | ---------------- | ----------- | ----------------- | -------------------- | -------------------- |
| Nosowe              | m       | mʲ      | n                |                  |             | ɲ                 |                      |                      |
| Zwarte              | p b     | pʲ bʲ   | t d              |                  |             |                   | [kʲ] [ɡʲ]            | k ɡ                  |
| Zwarto- szczelinowe |         |         |                  | t͡sʲ d͡zʲ          | t͡ʃ (d͡ʒ)     | t͡ɕ d͡ʑ             |                      |                      |
| Szczelinowe         | f v     | fʲ vʲ   | s z              |                  | ʃ ʒ         | ɕ ʑ               |                      | x                    |
| Aproksymantyczne    |         |         | ɫ                | lʲ               |             | j                 |                      |                      |
| Drżące              |         |         | r                | r̝ʲ               |             |                   |                      |                      |

### Samogłoski
Wokalizm staropolski składał się z następujących fonemów. Jak wspomniano, transkrypcja jest z konieczności przybliżona.
|             | przednie | centralne | tylne |
| ----------- | -------- | --------- | ----- |
| przymknięte | i ː      | [ɨ] [ɨː]  | u ː   |
| środkowe    | ɛ ː      |           | ɔ ː   |
| otwarte     | æ̃ æ̃ː     | a ː       | ɑ̃ ɑ̃ː  |

[ɨ] oraz [ɨː] występowały w dystrybucji komplementarnej odpowiednio z [i] oraz [iː] – te pierwsze przed spółgłoskami twardymi, te drugie we wszystkich pozostałych pozycjach. Można zatem przyjąć, że te pary były alofonami.
Wszystkie fonemy samogłoskowe były w parach – jedna krótka, druga długa. Staropolskie długie samogłoski pochodziły z czterech źródeł:
1. ze wzdłużenia zastępczego samogłosek w sylabach przedostatnich, jeśli po nich następowała dźwięczna spółgłoska i końcowy jer, który przy tym zanikał (prawo Havlíka);
  - przykłady: prasł. ‎*rogъ > spol. rōg, prasł. ‎*gněvъ > spol. gniēw, prasł. ‎*stalъ > spol. stāł;
2. ze ściągnięcia różnych zbitek dwu samogłosek rozdzielonych przez /j/;
  - przykłady: prasł. ‎*sějati > spol. siāć, prasł. ‎*dobrajego > spol. dobrēgo, prasł. ‎*rybojǫ > spol. rybǭ;
3. odziedziczone z prasłowiańskiego akcentu neoakutowego;
  - przykłady: prasł. ‎*pъtákъ > spol. ptāk, prasł. ‎*sǫ̃dъ > spol. są̄d, prasł. ‎*grě̃xъ > spol. grzēch;
4. odziedziczone z prasłowiańskich pretonicznych długich samogłosek w wyrazach dwusylabowych (to znaczy z długich samogłosek w pierwszej sylabie, o ile druga sylaba była akcentowana i kończyła wyraz);
  - przykłady: prasł. ‎*mǭkà > spol. mą̄ka, prasł. ‎*dě̄žà > spol. dziēża, prasł. ‎*dōltò > spol. dłōto[e].

Z powodu wzdłużenia opisanego w (1.) staropolskie krótkie samogłoski nie mogły występować w ostatniej sylabie słowa przed dźwięczną spółgłoską. Jedynym wyjątkiem było krótkie /ɛ/, które w tej pozycji pochodziło z dawnego jera mocnego.

#### Protezy
Istniała również tendencja do ograniczenia występowania samogłosek w nagłosie. Podobnie do polskich gwar oraz innych języków słowiańskich słowa z początkową samogłoską często dostawały na swój początek protezę: prejotację [j], prelabializację [w], lub preaspirację [h]:
- dawne ‎*e, ‎*ě otrzymały protezę [j] jeszcze w epoce wspólnoty słowiańskiej: prasł. ‎*edinъ > spol. jeden, prasł. ‎*ěsti > spol. jeść. Odstępstwem od tego był dialektalny spójnik eż, eże „że”;
- dawne nosówki ‎*ę, ‎*ǫ również od najdawniejszych czasów mają w polszczyźnie protezy odpowiednio [j] oraz [v]: prasł. ‎*ęzykъ > spol. język, prasł. ‎*ędro > spol. jądro, prasł. ‎*ǫtroba > spol. wątroba, prasł. ‎*ǫgľь > spol. węgiel. Do dziś samogłoski nosowe wcale nie występują w nagłosie;
- dawne ‎*a przybrało podobnie dawno protezę [j]: prasł. ‎*agoda > spol. jagoda. Wyjątkiem jest tutaj znowu spójnik – do dzisiaj powszechne a, jak również urobienia od niego: ale, aż, ani itd.;
- Staropolskie samogłoski zaokrąglone /ɔ, ɔː/ prawdopodobnie przybierały zwykle protezę [w] jak powszechnie w gwarach (np. [wɔkɔ] – /ɔkɔ/ – „oko”), ale było to rzadko zaznaczane w pisowni. Czasem pisownia wskazuje na protetyczne [h] zarówno dla /ɔ, ɔː/, jak i dla /u, uː/ (a hon – „a on”; hupana Jana – „u pana Jana”);
- staropolskie /i, iː/ zdawało się wydzielać silną protezę [j], często zaznaczaną w pisowni (np. gymyenyu [jimʲɛɲu] – „imieniu”). Zdarzało się z rzadka [h];
- wyrazy zapożyczone zaczynające się samogłoską również były narażone na dodanie protezy, np. Jadam zamiast „Adam”, Jewa zamiast „Ewa”, Helska jako skrócone „Elżbieta”.

#### Zanik iloczasu
W okresie staropolskim długość samogłosek przestała być cechą rozróżniającą fonemy. Długie samogłoski przymknięte /iː/, [ɨː] i /uː/ zrównały się wymową z ich krótkimi odpowiednikami bez zmiany barwy. Los pozostałych długich samogłosek był inny; one również utraciły długość, ale ich artykulacja się zwęziła, przez co pozostały różne od dawnych krótkich. W ten sposób /ɛː/ przeszło na /e/, a /ɔː/ na /o/. Dawne długie /aː/ ponadto się zaokrągliło i przeszło w /ɒ/. Proces ten trwał długo i zakończył się pod koniec XV wieku. W polonistyce zwyczajowo nazywa się te trzy samogłoski /ɒ/, /e/ i /o/ pochylonymi.
Historia polskich nosówek była inna. Język staropolski zachował cztery nosówki do XIV wieku, kiedy zrównały się one co do barwy, pozostawiając tylko rozróżnienie długości. Nowy system miał więc już tylko dwie samogłoski nosowe: krótkie /ã/ (z dawnych krótkich /æ̃/ i /ɑ̃/) oraz długie /ãː/ (z dawnych długich /æ̃ː/ i /ɑ̃ː/). Gdy w ciągu XV wieku iloczas zanikał poróżniły się one barwą, tak jak pozostałe samogłoski nieprzymknięte. Krótka nosówka przesunęła się do przodu do /æ̃~ɛ̃/, natomiast długa przesunęła się do tyłu i zaokrągliła do /ɒ̃~ɔ̃/, tracąc długość (ich barwa ostatecznie istotnie się wahała w różnych gwarach, co oznaczono w transkrypcji znakiem tyldy – ~).
Opisane zmiany doprowadziły pod sam koniec doby staropolskiej do poniższego systemu:
|             | przednie | centralne | tylne |
| ----------- | -------- | --------- | ----- |
| przymknięte | i        | ɨ         | u     |
| środkowe    | ɛ e      |           | ɔ o   |
| otwarte     | æ̃~ɛ̃      | a         | ɒ ɒ̃~ɔ̃ |

### Akcent
Mimo że akcentu wyrazowego nie zaznaczano nigdy w pisowni, to jego rozwój w staropolszczyźnie da się prześledzić poprzez obserwację niektórych zmian fonetycznych.
W starszych zabytkach przyrostek czasownikowy -i/-y drugiej i trzeciej osoby liczby pojedynczej trybu rozkazującego wypada (zanika) u niektórych czasowników, ale w innych pozostaje. Porównanie z językami wschodniosłowiańskimi pozwala sądzić, że końcowa samogłoska była zatrzymywana wtedy, gdy padał na nią akcent w prasłowiańszczyźnie. Przykłady:
- Bogurodzica spuści – rosyjskie спусти́ spustí;
- Bogurodzica raczy – ros. рачи́ račí;
- Bogurodzica usłysz – ros. услы́шь uslýš’;
- psałterz floriański chwali – ros. хвали́ xvalí;
- kazania świętokrzyskie wstań – ros. вста́нь vstán’.

Z tego i kilku innych powodów sądzi się, że w języku staropolskim zachował się przynajmniej początkowo prasłowiański akcent swobodny i leksykalny.
W wiekach XIV i XV zdarzało się, że w często używanych słowach trzysylabowych opuszczano drugą samogłoskę (wieliki > wielki, ażeby > ażby, iże mu > iż mu, Wojeciech > Wojciech), co wskazuje, że w tym czasie akcent polski zmienił się już na stały inicjalny. Za pozostałości powszechnej obecności akcentu na pierwszą sylabę w dawnej polszczyźnie uważa się właśnie akcent inicjalny, występujący gwarowo na Podhalu oraz na południowych Kaszubach. Wpływ słowacki na gwary podhalańskie zwykle się odrzuca, bo słowackie gwary w jego sąsiedztwie mają akcent na sylabę przedostatnią.

## Morfologia
W tej sekcji słowa staropolskie zapisano tak jak ich odpowiedniki we współczesnej ortografii polskiej, z tym wyjątkiem, że nieprzymknięte samogłoski długie oznaczono makronem: ā, ē, ō. Pokazany stan nosówek jest czternastowieczny – dwie nosówki poróżnione długością. Żeby ułatwić porównanie ze współczesnymi formami i dla poprawnego wyświetlania oznaczono je literami współczesnymi: ę dla /ã/ oraz ą dla /ãː/.

### Rzeczowniki
Staropolskie rzeczowniki odmieniały się przez siedem przypadków: mianownik, dopełniacz, celownik, biernik, narzędnik, miejscownik i wołacz; trzy liczby: pojedynczą, podwójną i mnogą, i miały jeden z trzech rodzajów gramatycznych: męski, żeński albo nijaki.
Poniżej znajduje się uproszczona tabela odmiany rzeczowników:
|                            |                             | Męskie               | Nijakie            | Żeńskie             | Żeńskie          | Żeńskie          |
| twarde tematy samogłoskowe | miękkie tematy samogłoskowe | Męskie               | Nijakie            | tematy spółgłoskowe |                  |                  |
| -------------------------- | --------------------------- | -------------------- | ------------------ | ------------------- | ---------------- | ---------------- |
| L. pojedyncza              | Mian.                       | ∅                    | -o -e -ē -ę        | -a                  | -ā -a -i         | ∅                |
| L. pojedyncza              | Dop.                        | -a -u                | -a -ā              | -y                  | -ē -i (-ēj) (-y) | -i               |
| L. pojedyncza              | Cel.                        | -u -owi/-ewi         | -u (-owi/-ewi)     | -e                  | -i (∅)           | -i (∅)           |
| L. pojedyncza              | Bier.                       | =Mian. lub =Dop.     | =Mian.             | -ę                  | -ą -ę            | ∅                |
| L. pojedyncza              | Narz.                       | -em                  | -em -im            | -ą                  | -ą               | -ą               |
| L. pojedyncza              | Miej.                       | -e -u (-i)           | -e -u (-i)         | -e                  | -i               | -i               |
| L. pojedyncza              | Woł.                        | -e -u                | =Mian.             | -o                  | -e (-o)          | -i               |
| L. podwójna                | Mian. Bier.                 | -a                   | -e -i              | -e -i               | -e -i            | -i               |
| L. podwójna                | Dop. Miej.                  | -u                   | -u                 | -u                  | -u               | -u               |
| L. podwójna                | Cel. Narz.                  | -oma                 | -oma               | -ama                | -ama             | -ma              |
| L. mnoga                   | Mian.                       | -i -y -owie/-ewie -e | -a -ā              | -y                  | -e               | -i               |
| L. mnoga                   | Dop.                        | -ōw/-ēw -i (∅)       | ∅ -i               | ∅                   | ∅                | -i               |
| L. mnoga                   | Cel.                        | -om -em (-am)        | -om (-am)          | -ām/-am (-om)       | -ām/-am (-om)    | -ām/-am (-om)    |
| L. mnoga                   | Bier.                       | -i -y -e             | =Mian.             | =Mian.              | =Mian.           | =Mian.           |
| L. mnoga                   | Narz.                       | -mi -y (-ami)        | -mi -y (-ami)      | -ami (-mi) (-y)     | -ami (-mi) (-y)  | -mi -ami         |
| L. mnoga                   | Miej.                       | -ech -och (-ach)     | -ech (-och) (-ach) | -āch/-ach (-ech)    | -āch/-ach (-ech) | -ech -och (-ach) |

Uwagi:
Formy w nawiasach zdarzały się sporadycznie lub zaczynały się szerzyć pod sam koniec doby staropolskiej (podczas przejścia w dobę średniopolską). Warianty jednej końcówki rozdzielono ukośnikiem (patrz też niżej). Wołacz liczby podwójnej i mnogiej był identyczny z mianownikiem.
Mimo że staropolszczyzna przejęła wszystkie prasłowiańskie kategorie fleksyjne, to cały system został gruntownie zreorganizowany. Dobór końcówek w prasłowiańszczyźnie zależał przede wszystkim od brzmienia tematu rzeczownika, ale wiele różnic zostało zatartych przez zmiany fonetyczne. Co za tym idzie, użycie danej końcówki zaczęto przywiązywać przede wszystkim do rodzaju leksykalnego rzeczowników, co uprzednio nie było głównym czynnikiem (mimo to w pewnych przypadkach brzmienie tematu nadal grało rolę), a stare deklinacje stopniowo się łączyły. Wiele dawnych końcówek wyszło z użycia, a inne, nierzadko te o najwyraźniejszym brzmieniu, zastąpiły je.
Wiele powyższych końcówek jest takich samych jak we współczesnym języku polskim, ale niekoniecznie miały one taki sam rozkład. W klasach odmiany, które miały do wyboru dwie lub więcej równoznacznych końcówek, bardzo często były one po prostu zamienne, podczas gdy współcześnie ich użycie się ustabilizowało i wiele słów przyjmuje tylko jedną z nich.

#### Szczegółowe omówienie niektórych końcówek i kategorii
Rozróżnienie żywotności rzeczowników męskich, jakie istnieje we współczesnym języku polskim, w staropolszczyźnie dopiero zaczynało się uwydatniać. Najbardziej widoczną zmianą było użycie dopełniacza zamiast biernika w liczbie pojedynczej męskich rzeczowników żywotnych. Pierwotnie mianownik i biernik rzeczowników męskich były identyczne, co połączone ze swobodnością szyku mogło wprowadzić dwuznaczność. W zdaniu Ociec kocha syn nie wiadomo było, który rzeczownik jest podmiotem, a który dopełnieniem. Mogło ono znaczyć albo „Ojciec kocha syna” albo „Ojca kocha syn”. Problem rozwiązuje użycie form dopełniacza w funkcji biernika: Ociec kocha syna to jednoznacznie Ojciec kocha syna.
Według innego poglądu ważniejszy był wpływ odmiany zaimka pytającego kto (psł. kъto), którego dopełniacz i biernik od dawna brzmiały identycznie: kogo (psł. kogo). Zatem na pytanie o biernik typu Kogo widzisz? odpowiedź pozornie można było dać również w dopełniaczu.
Już w najdawniejszych zabytkach rzeczowniki męskie żywotne (osobowe i zwierzęce) mają powszechnie dopełniacz w funkcji biernika, choć nadal zdarzają się wyjątki, np. w rotach sądowych żałował na Mikołaj, stracił Janusz swój koń.
W późnej prasłowiańszczyźnie istniała grupa oboczna -ev-/-ov-, która znajdowała się w kilku częstych przyrostkach, między innymi w celowniku liczby pojedynczej, mianowniku liczby mnogiej i dopełniaczu liczby mnogiej niektórych rzeczowników męskich. O ile w prajęzyku -ev- występowało regularnie po spółgłoskach miękkich, a równoważne mu -ov- – po twardych, to w języku staropolskim ta regularna oboczność została zachwiana. Nastąpiła dążność do uogólnienia jednego z nich, i tak Polska południowa: Małopolska i Śląsk, uogólniają -ow- do wszystkich pozycji, natomiast Wielkopolska uogólnia -ew-. Na Mazowszu do XV w. jest stan podobny co w Wielkopolsce, ale potem następuje szybka ekspansja wariantu -ow- który już prawie wypiera -ew- w następnym wieku. Ostatecznie to właśnie formy z -ow- trafiły do języka literackiego: dzisiejsze -ów, -owie i -owi.
Końcówki żeńskie celownika i miejscownika liczby mnogiej miały dwa warianty: starszy z długą samogłoską -ām i -āch, oraz nowszy z krótką – -am i -ach. Nowsze formy mogły powstać bądź to przez skrócenie ze względu na częstość użycia tych form, bądź to przez wyrównanie do końcówki mianownika liczby pojedynczej -a.

### Czasowniki
Staropolskie czasowniki odmieniały się przez trzy osoby; trzy liczby: pojedynczą, podwójną i mnogą; dwa tryby: oznajmujący i rozkazujący; oraz miały jeden z dwu aspektów leksykalnych: dokonany albo niedokonany. Istniały również analityczne konstrukcje dla trybu przypuszczającego, tworzonego przez aoryst czasownika być i starą formę imiesłowową na -ł; podobnie analityczne konstrukcje czasu przeszłego i zaprzeszłego; oraz dwa archaiczne czasy – aoryst i imperfekt, które już na początku okresu piśmiennego prawie wyszły były z użycia.
Poważne zmiany w stosunku do prasłowiańszczyzny zaszły w użyciu czasów. Starożytne czasy aoryst i imperfekt były w zaniku już w pierwszych znanych zabytkach języka. W najdawniejszych dziełach z XIV i XV w. można naliczyć tylko 26 ich użyć, a na dodatek nie poświadczono wszystkich form odmiany. Jedynym wyjątkiem był aoryst czasownika być, który przetrwał jako czasownik posiłkowy do tworzenia trybu przypuszczającego.
Rolę czasu przeszłego przejęła konstrukcja analityczna – istniejący już w języku prasłowiańskim czas przeszły złożony, tworzony za pomocą odmienionej w czasie teraźniejszym formy czasownika być i starej formy imiesłowu czasownika.

## Słownictwo
Po chrzcie Polski w 966 roku do języka staropolskiego przeniknęło wiele zapożyczeń z łaciny (albo za pośrednictwem języka czeskiego, jak większość terminologii religijnej, albo bezpośrednio w późniejszym okresie) np. ańjoł → anioł od łac. angelus.
Słownik staropolski opracowany w latach 1953–2002 zawiera w sumie około 23 tysiące staropolskich słów wynotowanych ze średniowiecznych źródeł rękopiśmiennych powstałych w XIV i XV wieku .

## Zabytki staropolskie
Zachowało się stosunkowo dużo staropolskich świeckich tekstów źródłowych z XV i początku XVI wieku.
Dużą grupę zabytków polszczyzny świeckiej stanowią teksty prawne. Najstarsze z nich, przysięgi sądowe, pochodzą z końca XIV i z XV wieku. Zachowały się też przekłady statutów, w tym statutów Kazimierza Wielkiego. Najstarszy rękopis przekładu statutów zawiera Kodeks Świętosławowy z lat 1448–1450. Kolejne przekłady tekstów prawnych zawierają inne rękopiśmienne kodeksy, jak Kodeks Działyńskich I (ok. 1460), Kodeks Dzikowski (1501, 1523) i Kodeks Stradomskiego (1518, 1542). Znanych jest też kilka odpisów tłumaczeń ortyli magdeburskich (orzeczeń sądu w Magdeburgu dla miast lokowanych na prawie niemieckim), z których najstarszy został zapisany około 1480. Inne zachowane zabytki języka prawniczego i urzędowego to akt pełnomocnictwa w sprawach majątkowych Tomasza z Pakości (1. poł. XV w.), formuły przysiąg wójta, ławników, rajców i rzemieślników (2. poł. XV w.), protokolarz miasta Woźnik (polskie zapiski od 1521, najstarsza zachowana księga miejska w języku polskim). Pewne formalne cechy tekstu prawnego nosi tzw. testament Piotra Wydżgi (zanotowany przez Długosza ok. 1470–1480), aczkolwiek jest to w istocie opis sposobu dotarcia do skarbów ukrytych w górach.

## Opracowania naukowe
W latach 1953–2002 słownictwo staropolskie opracowała krakowska Pracownia Słownika Staropolskiego, a jej praca ukazała się w formie słownika staropolskiego . W 2014 roku Instytut Języka Polskiego PAN wydał uzupełnienie tego słownika pt. Słownik staropolski suplement cz. I pod redakcją Ewy Deptuchowej .